# FK Austria Wien

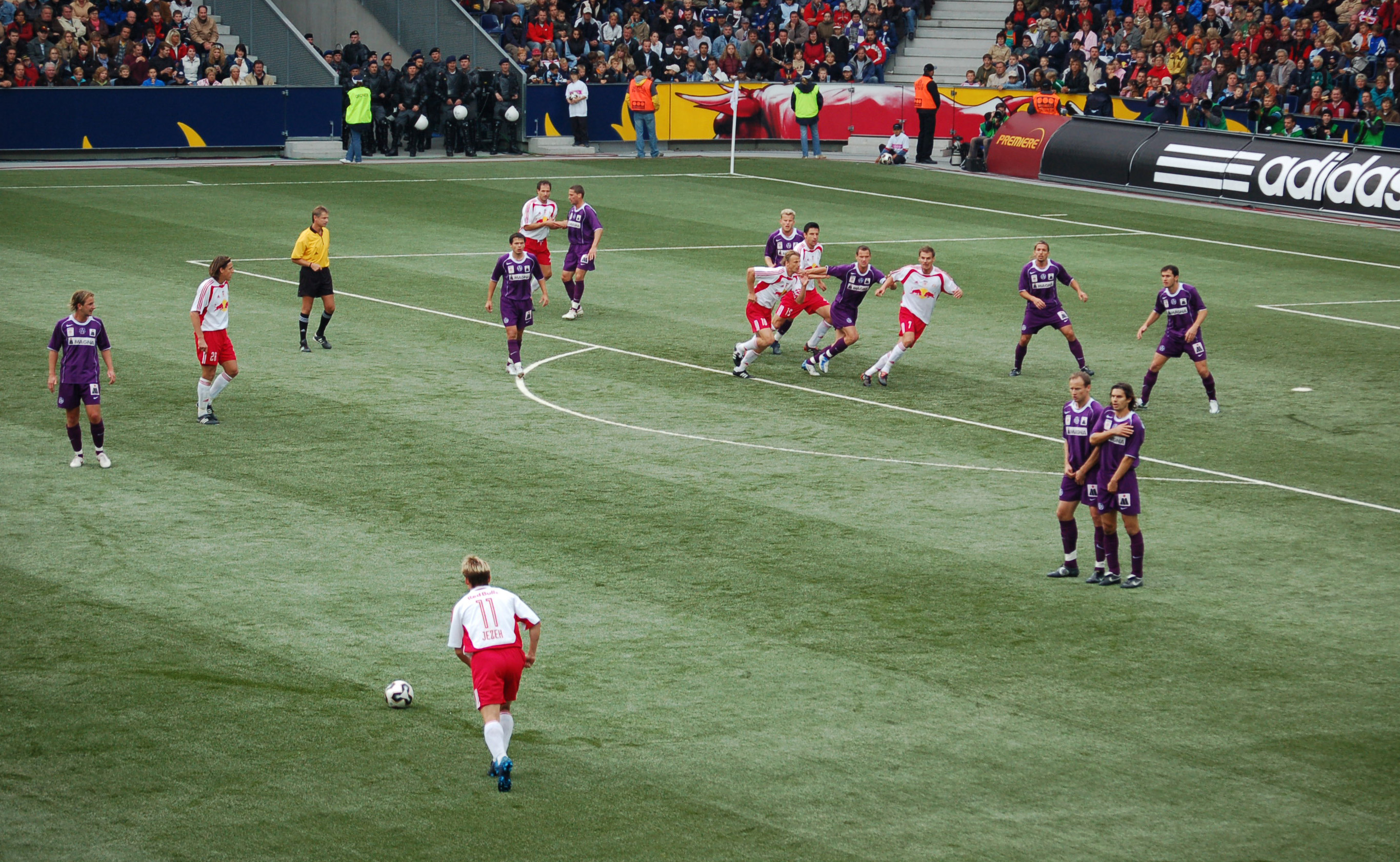
Austria Wien verdedigt een vrije schop tegen RB Salzburg, 18-09-2005, RB Salzburg-Austria Wien 2-0.

FK Austria Wien is een Oostenrijkse voetbalclub uit de hoofdstad Wenen. Als officiële datum van oprichting van de club wordt 1911 aangehouden. Voor deze tijd was de club een voetbalsectie van de "Vienna Cricket Club", die opgericht was in 1894. Het is een van de succesvolste clubs uit het Alpenland. De grootste rivaal is stadsgenoot Rapid Wien. De kleuren van de club zijn paars en wit.
Het belofteteam van Austria Wien speelt onder de naam Young Violets in de Regionalliga op het derde niveau.

## Geschiedenis

### Amateure en Mitropacup (1911-1937)
De club werd in 1911 opgericht toen bijna het hele team van Vienna Cricket and Football-Club zich afscheurde van de in 1894 opgerichte club. De nieuwe club heette Wiener Cricketer maar er volgde protest omdat de bijnaam van de oude club Vienna Cricketer was en dat zou voor te veel verwarring zorgen. Er werd een nieuwe naam gekozen, Wiener Amateure SV.
De Amateuren mochten in hun oprichtingsjaar reeds deelnemen aan het eerste Oostenrijkse voetbalkampioenschap in 1911. De eerste trofee werd in 1921 gehaald met een bekerwinst, de landstitel volgde in 1924. Nadat het profvoetbal werd ingevoerd in Oostenrijk, was de naam Amateure niet meer van toepassing en fusioneerde op 28 november 1926 met de sportvereniging Austria Wien, dat nog niet over een voetbalafdeling beschikte en zo werd de nieuwe naam FK Austria Wien.
In de jaren 30 werden ook de eerste internationale successen geboekt. In 1933 werd de finale van de Mitropacup bereikt tegen Inter Milan, en nadat de club in Italië met 2-1 verloren had, kon thuis een 3-1-overwinning geboekt worden wat de zege betekende. Drie jaar later was Slavia Praag de tegenstander in de finale, thuis werd het een scoreloos gelijkspel maar Austria verraste Slavia op eigen veld met een 0-1-overwinning.

### Tweede Wereldoorlog (1938-1945)
Na de Anschluss van Oostenrijk bij het Derde Rijk in 1938 kwamen er represailles tegen Austria omdat er verschillende leden (bijna alle bestuursleden en een aantal spelers) van joodse afkomst waren. Zij moesten vluchten of werden vermoord door het naziregime (1938-1945). Op 17 maart 1938 werd de club voorlopig verboden. In de Gauliga trad de club nu aan onder de naam Sportklub Ostmark. Het stadion van de club werd een kazerne waar geen training mogelijk was. De grote ster van de club Matthias Sindelar stierf onder onopgeloste omstandigheden op 23 januari 1939 aan koolstofmonoxidevergiftiging in zijn appartement. Door al deze tegenslagen speelde het verzwakte team geen grote rol in de Gauliga. Hoewel het team geen enkel succes had deze periode, behaalde men een veel belangrijkere overwinning met het behoud van de naam "Austria" (1938), ondanks pogingen door nazisportautoriteiten de naam van de club blijvend te veranderen.

### Een nieuw begin (1945-1960)
Na de oorlog werd het team langzaam heropgebouwd en kreeg weer nieuwe sterspelers zoals Ernst Stojaspal (1945-1955), Ernst Melchior (1946-1954) en Ernst Ocwirk (1947-1963), die later tot beste middenvelder ter wereld zou uitgeroepen worden. Niet alleen op nationaal vlak ging het goed in de 12 seizoenen 1945/1946-1953/1954 en 1956/1957-1958/1959, ook op internationaal vlak had de club aanzien. Austria trok medio 1951 naar Brazilië en bekampte daar in het befaamde Maracana-Stadion het grote Nacional Montevideo en won met indrukwekkende 0-4 cijfers.
De 3 seizoenen 1954/1955, 1955/1956 en 1959/1960 waren de prestaties niet zo goed.

### Succesvolle periode in Competitie (1960-1963)
Begin jaren 60 werd Austria drie keer kampioen (1960-1961, 1961-1962, 1962-1963) en bekerwinnaar, maar op Europees vlak was de kwartfinale telkens het eindstation. Onder de sterren van de jaren 1960 waren: Horst Nemec (1957-1966), een centrumspits; Ernst Fiala (1958-1975), een aanvaller en teamleider; Johann Geyer (1961-1972), een middenvelder; Horst Hirnschrodt (1958-1967), die hoofdzakelijk aan de rechterflank speelde.

### Vijf seizoenen zonder kampioenschappen (1963-1968)
Tussen juli 1963 en juni 1968 werd Austria geen enkele maal kampioen. 1964/1965 was het absolute daljaar (een doelsaldo van +1 in de competitie en een doelsaldo van +23 in competitie, beker en oefenduels tezamen).

### 2 Kampioenschappen (1968-1970)
In 1968/1969 en 1969/1970 werd Austria 2 maal kampioen, onder management en training van Ernst Ocwirk (1965-1971), die ex-speler was (1947-1963); het kampioenschap in 1968/1969 was het meest overtuigend (doelsaldo competitie +45).
In 1969 vormde de club een verbond met Wiener AC (opgericht in 1896, eenmaal landskampioen en twee keer bekerwinnaar) en fusioneerde later ook met deze club en droeg zo beide namen (Austria/WAC).

### 5 Zeer slechte seizoenen (1970-1975)
Tussen circa juli 1970 en juni 1975 kende de club sportief een zeer zwakke fase. Met name de seizoenen 1970/1971 en 1974-1975 waren erg slecht. Ook 1971/1972 en 1972/1973 waren zwak.
Het seizoen 1973/1974, waarin Austria in de competitie slechts als 4e finishte (doelsaldo +22), kreeg nog enige glans door het winnen van de Oostenrijkse beker en door de goede prestaties in vele oefenduels (totaal doelsaldo +208 in de competitie-, beker- en oefenduels).

### Succesrijke tijd in Competitie (1975-1986) en EuropaCup (1977-1985)
Na een zeer slecht seizoen 1974-1975 (doelsaldo competitie +7) met een wat verouderd team, begon Austria Wien in het seizoen 1975-1976 te bouwen aan een jonge selectie met gemiddelde leeftijd van 23 jaar. Alle selecties in de 5 seizoenen 1975-1976 tot en met 1979-1980 hadden een gemiddelde leeftijd van circa 23 jaar bij de start van de seizoenen.
De 11 seizoenen 1975-1976 tot en met 1985-1986 werden 8 landskampioenschappen behaald (1975-1976; 1977-1978, 1978-1979, 1979-1980, 1980-1981; 1983-1984, 1984-1985, 1985-1986; respectievelijke doelsaldi: +48; +43, +44, +45, +31; +56, +68, +71).
In de seizoenen 1977-1978, 1978-1979, 1979-1980 en 1980-1981 werd Austria Wien 4 maal op rij Oostenrijks kampioen. Na de bekeroverwinning in seizoen 1976-1977 haalde de club ook de finale van de Europacup II (1977-1978) maar verloor die 3 mei 1978 ruim met 4-0 van het Anderlecht van Rob Rensenbrink. Het seizoen 1978/79 werd de halve finale van de Europacup I gehaald, waarin het Zweedse Malmö FF net iets te sterk was (0-0 gelijkspel thuis, 1-0 nederlaag uit). 7 Augustus 1979 werd Nederlands kampioen in 1978-1979 en 1979-1980, het Ajax van trainers Cor Brom en Leo Beenhakker, spelers Ruud Krol, Frank Arnesen, Dick Schoenaker, Søren Lerby, Tscheu La Ling en Simon Tahamata, in een oefenduel dik verdiend met 5-1 van de vloer geveegd (na 39 minuten stond het al 5-0!). In 1979/1980 werd de dubbel (kampioenschap + Oostenrijkse beker) gewonnen. In een oefenduel (5-8-1980) werd het 4-0-verlies tegen Anderlecht in 1978, gerevancheerd: een 3-0 zege op de Belgische kampioen van 1980-1981.
Vanaf 1980-1981 steeg de gemiddelde leeftijd van de selecties naar circa 25 jaar bij de start van de seizoenen.
In het niet zo sterke seizoen 1981/1982 werd Austria geen kampioen (2e plaats) door 2 zwakke perioden (14/11/1981-13/2/1982: 1 zege, 2 gelijkspellen, 3 nederlagen in 6 duels; 1/5/1982-8/5/1982: 3 nederlagen in 3 duels, doelsaldo -9 (0-9)). De 1e competitiehelft werd nog een doelsaldo van +18 geboekt, de 2e competitiehelft was dit slechts +4. Austria won wel een troostprijs: de beker. In 1982-1983 werd het kampioenschap wederom gemist en werd geen enkele prijs gewonnen, maar werd wel de halve finale van de Europacup II behaald; daarin was Real Madrid te sterk.
Austria Wien behaalde nog 2 opeenvolgende kwartfinales, in respectievelijk de Europa Cup III (UEFA-Cup) seizoen 1983-1984 en de EuropaCup I voor landskampioenen seizoen 1984-1985. In het EuropaCup III (UEFA Cup)toernooi seizoen 1983-1984 waren de prestaties van Austria Wien als volgt: totaal doelsaldo: +16 ( 25-9); Aris Bonnevoie (Luxemburg) werd uit met 0-5 en thuis met 10-0 verslagen (1e ronde), na een 2-0 zege thuis werd uit tegen Stade Lavallois een 3-0-achterstand nog geheel weggewerkt: 3-3 (2e ronde), Inter Milan werd in de 3e ronde uitgeschakeld met 2-1 thuis en 1-1 uit, tegen Tottenham Hotspur London werd uit 2-0 verloren en thuis werd het slechts 2-2: uitschakeling.
Ook in de competitie werden sportief gezien goede resultaten geboekt (3 opeenvolgende kampioenschappen: 1983-1984, 1984-1985, 1985-1986, doelsaldi +56, +68, +71). Tussendoor werd in oefenduels met 5-2 van Hongarije (31-8-1983) en met 3-0 van Duitslands 2e in 1984-1985 Werder Bremen (10-8-1984) gewonnen.
Enkele spelers die in de succesperiode 1975-1976 tot en met 1985-1986 voor Austria Wien uitkwamen: Herbert Prohaska (1972-1980, 1983-1989), de 2 Uruguayanen Julio Cesar Morales – Uruguayaans international sinds 1966 – en Alberto Martinez (beiden januari 1973-half 1978), Felix Gasselich (1974-1983) die juli 1983 tot en met november 1985 voor Ajax speelde, Thomas Parits (1964-1970, 1977-1979), Walter Schachner (1978-1981), Thomas Pfeiler (1978-1983), Gerhard Steinkogler (1980-1986), Alfred Drabits (1981-1988, nu jeugdtrainer Austria Wien), Toni Polster (1982-1987), de Hongaars ex-international Tibor Nyilasi (1983-1988).
Later droegen ook nog onder andere Jose Alberto Percudani (begin 1988-1990), Peter Stöger (1988-1994) en Jewgenij Milewskij (1989-1991) het tricot van Austria Wien.

### Periode ver beneden verwachting (1986-1990)
Vanaf seizoen 1985-1986 braken 19 zeer magere seizoenen aan op Europees front, en ook in de competitie ging het vanaf kalenderjaar 1986 steeds meer bergafwaarts, met het dieptepunt tussen 1995 en 2002. Pas in het seizoen 2004-2005 bereikte Austria Wien na 20 jaar weer een keer een kwartfinale, ditmaal in het UEFA Cuptoernooi.
In de 4 seizoenen 1986/1987 tot en met 1989/1990 werd Austria niet één keer kampioen en presteerden de selecties zeer ver beneden verwachting in deze voor de club potentiële toptijd, dit in tegenstelling tot bijvoorbeeld het Nederlandse PSV, dat deze periode wel optimaal benutte.

### Laatste succesvolle periode tot dusver (1990-1993)
Begin jaren 90 werden nog wel 3 titels op rij gehaald (1990-1991, 1991-1992, 1992-1993), maar met veel minder doelsaldo (+39, +37, +46) dan in de seizoenen 1983-1984, 1984-1985 en 1985-1986 (+56, +68, +71) en op internationaal vlak waren er geen successen.

### Forse prestatieve inzinking (1994-1999)
In de periode 1995-2002 werden in de competitie meestal slechts plaatsen in de middenmoot behaald. De 3 seizoenen 1996-1997, 1997-1998, 1998-1999 werden zelfs negatieve doelsaldi behaald (-10, -15, -3). Daarbovenop kwamen ook nog eens geldzorgen wat de club belette sterspelers te behouden.

### Miljardair Frank Stronach voorzitter (1999-2005)
In 1999 werd miljardair Frank Stronach van het Magnaconcern voorzitter en zo werd de naam FK Austria Memphis Magna. Hij investeerde veel geld in de club en kocht vele topspelers.
In 2002-2003 werd de eerste titel in tien jaar behaald (36 duels, doelsaldo +31), na een prima competitiestart (12 duels, doelsaldo +19). Desondanks werd coach en oud-speler Walter Schachner ontslagen. Zijn opvolger Christoph Daum presteerde minder goed (24 duels, doelsaldo +12), toch kon Austria ook de beker winnen. Austria Wien had een 3 maal hoger budget dan de gemiddelde clubs in de SuperLiga (sinds 2006/2007 heeft Red Bull Salzburg het hoogste budget in Oostenrijk). De naam Memphis werd in 2004 uit de naam gehaald. Austria werd bekend om de zeer fantasierijke en creatieve stijl van voetbal spelen, wat aan de keerzijde frequent heeft geleid tot onnodige nederlagen en onnodige gelijke spelen en wat het team enigszins onvoorspelbaar maakte.
Op Europees vlak ging het in 2004/2005 goed en Austria haalde voor het eerst sinds 1984/1985, na 19 uiterst teleurstellende seizoenen, eindelijk weer eens de kwartfinale, waarin het Italiaanse Parma FC de betere was; in de competitie werd Austria slechts 3e, maar was toch niet echt zwak (doelsaldo +40 (64-24)). Op 21 november 2005 trok Stronach zich terug uit de vereniging. Als gevolg werden diverse spelers als topscorer Roland Linz, Vladimír Janočko, Joey Didulica, Libor Sionko, Filip Sebo en Sigurd Rushfeldt getransfereerd of tekenden ze contracten bij andere teams, zomer 2006. Aan het einde van dat seizoen 2005-2006 werd wel opnieuw de titel gehaald (zij het met slechts een doelsaldo van +18 (51-33)), en ook de beker tegen SV Mattersburg (3-0).

### Austria Wien zonder Frank Stronach (begin 2006-?)
Het seizoen 2006/07, gestart in juni 2006, leek op een grote ramp af te stevenen zonder "Oom Dagobert". De oefenduels in de voorbereiding verliepen weliswaar nog goed tot en met half juli, maar daarna ging het vanaf de 3e decade van juli goed mis, al vanaf de eerste competitiewedstrijd. Nadat Austria verloor in de voorrondes van de Champions League kon het zich wel nog plaatsen voor de groepsfase van de UEFA Cup maar in de eerste wedstrijd versloeg het Belgische SV Zulte Waregem de club met een 1-4 thuisnederlaag (19-10-2006). Thomas Parits (oud-speler Austria Wien 1964-1970, 1977-1979 en oud-trainer Austria Wien 1984-1985) werd nieuwe manager en, nadat 3 dagen later een forse 4-0 uitnederlaag tegen Salzburg werd geleden in de competitie (ontslag manager en oud-speler Peter Stöger en Nederlandse trainer en oud-voetballer Frenk Schinkels), werd Georg Zellhofer de nieuwe trainer, 23 oktober 2006. In de groepsfase van het UEFA Cuptoernooi haalde Austria Wien 0 punten (doelsaldo -8 (1-9)), over het hele Europa Cuptoernooi genomen een doelsaldo van -10 (4-14)! Ook in de competitie ging het volledig mis en het leek alsof Austria voor het eerst in de geschiedenis zou degraderen, na meer dan de helft van het seizoen stond de club nog laatste (10e), in de tweede helft herpakte Austria zich echter enigszins en stelde een middenmootplaats veilig (doelsaldo 0 (43-43), 6e plaats), en won de beker.
In het seizoen 2007-2008 kende Austria een goed 1e kwart van de competitie (9 duels, doelsaldo +9), daarna werd er zeer zwak gepresteerd (14 duels, doelsaldo -1) en vlak voor de winterstop viel Austria terug naar de 3e plaats (23 duels, doelsaldo +8). In het UEFA Cuptoernooi presteerde Austria niet zoveel beter dan in het seizoen 2006-2007. Weliswaar werden de 2 kwalificatievoorronden (4 duels) goed doorstaan: doelsaldo +3 (9-6), maar in de groepsfase was het weer helemaal mis: in 4 duels werd slechts 1 punt behaald en een doelsaldo van -5 (1-6) (uitschakeling). Totaal doelsaldo in dit toernooi was wel een stuk minder slecht dan in 2006-2007: -2 (10-12). Na 3 nederlagen op rij in de competitie in maart 2008 nam Georg Zellhofer ontslag en werd Didier Constantini interim-trainer tot het eind van het seizoen. De 3e plaats werd behaald met een mager doelsaldo van +13.
De aanloop naar het seizoen 2008-2009 verliep allesbehalve vlekkeloos. Nog voordat eind april 2008 de nieuwe trainer Karl Daxbacher werd aangesteld, werd Austria Wien leeggekocht door de nieuwe club van de voormalige geldschieter van Austria Wien, miljardair Frank Stronach: Magna Wiener Neustadt. Zo stapten spelers als Fornezzi, Gercaliu, Sariyar, Grunwald, Simkovic (indirect), Aigner en Kuljic over van Austria Wien naar Magna Wiener Neustadt, dat op dat moment in de 2e divisie van het Oostenrijkse profvoetbal speelde.
Ook werden enkele zeer ongelukkige verkopen gedaan in de interim-periode: de 3 aanvallende middenvelders Vachousek, Lasnik en Thomas Salamon. Ook werden onder Karl Daxbacher in mei en juni 2008 2 zeer talentvolle jeugdspelers aan Bayern München II verkocht, te weten Alaba (amper 16 jaar oud) en Knasmuellner. Wel werden enkele goede spelers aangetrokken, zoals doelman Almer, centrumverdediger Madl (teruggehaald na uitlening aan Wacker Innsbruck), verdedigende middenvelder/centrumverdediger Hattenberger, (linker)spits Diabang en rechtsback/rechtermiddenvelder Krammer, maar dit bood onvoldoende compensatie. Het sterk verouderde team (circa 27 jaar oud gemiddeld), met oude spelers als Safar, Bak, Blanchard
(allen circa 35 jaar oud) presteerde dan ook erg zwak: doelsaldo +13 slechts in de competitie (3e qua punten, slechts 5e qua doelsaldo), doelsaldo +40 inclusief ook beker-, EuropaCup- en oefen-wedstrijden. Dit doelsaldo van +40 in 2008/2009 was de op 1 na zwakste prestatie in de periode 1971/1972-2008/2009 (slechtste prestatie: 1998/1999: +4).
Het seizoen 2009-2010 deed Austria Wien betere zaken. Zomer 2009 werden vele minder goede spelers verkocht, alleen het vertrek van verdediger Schiemer (23 jaar) was een niet te voorkomen aderlating. De aankopen die Austria Wien zomer 2009 verrichtte, waren gemiddeld genomen wel van vrij goed niveau: aanvaller Jun, verdedigende middenvelder Vorisek, spelbepalende middenvelder Liendl, aanvallende middenvelder Junuzovic, rechtermiddenvelder/rechtsback Klein, centrum-/linker-verdediger Ortlechner. Gemiddelde leeftijd van de selectie is noch jong, noch erg oud: ruim 25 jaar.
Ook in de zomer van 2010 deed Austria Wien sportief gezien vrij goede zaken. Vele oudere en vele kwalitatief minder goede spelers werden verkocht. Alleen de verkopen van Aleksandar Dragovic en van met name Michael Madl (volstrekt niet noodgedwongen verkoop van deze laatstgenoemde speler) waren volgens sommigen zeer onverstandige zetten van coach Karl Daxbacher. Ook raakte Austria Wien aanvallende middenvelder, spelbepaler en aanvoerder Milenko Acimovic kwijt (deze laatste speler wel noodgedwongen). Hij beëindigde zijn carrière na een slepende blessure, op 33-jarige leeftijd. Vervolgens deed Austria Wien in de zomer van 2010 enkele vrij goede aankopen, zoals verdediger Georg Margreitter, Marko Stankovic en Emil Dilaver. In januari 2011 versterkte ook de van Vitesse Arnhem afkomstige Nacer Barazite de selectie van Austria Wien. Austria Wien leek in het seizoen van het 100-jarige bestaan wel enige serieuze kans te maken op het in de wacht slepen van het landskampioenschap, maar de Oostenrijkse titel werd uiteindelijk door Sturm Graz weggekaapt, als gevolg van een mindere periode in maart en april 2011. In de laatste speelronde liet Austria Wien door een 2-4 thuisnederlaag tegen concurrent Salzburg zelfs de tweede plaats nog uit handen glippen en eindigde op de derde plaats. In 2011-2012 kwam Austria Wien de 6 kwalificatieduels in 3 ronden voor de groepsfase van het UEFA Cuptoernooi met succes door (doelsaldo +7), en in de groepsfase van het UEFA Cuptoernooi presteerde Austria Wien redelijk (6 duels, doelsaldo -1). In de competitie kende Austria Wien evenwel een zeer zwakke 1e seizoenshelft (doelsaldo +4), met na 2 oktober 2011 een reeks van 9 duels tot en met 18 december 2011, waarin slechts 1 zege werd geboekt; manager Thomas Parits kon door onvrede van de supporters niet anders dan trainer Karl Daxbacher ontslaan (21 december 2011). Na de neergang ten tijde van Peter Stoger en Frenk Schinkels, had Georg Zellhofer getracht het herstel in te luiden, maar ook Karl Daxbacher was hier na een uitermate zwak 1e seizoen 2008-2009, slechts zeer gedeeltelijk in geslaagd in de seizoenen 2009-2010 en 2010-2011, qua resultaten. Wel slaagde Daxbacher erin Austria wat aanvallender en creatiever te laten spelen, zij het met meestal een toch enigszins defensief 4-4-2-systeem. Sinds 21 december 2011 was de Joegoslaaf (Kroaat) Ivica Vastic de interim-trainer. Ook hij wist er niet in te slagen Europees voetbal middels een 3e plaats veilig te stellen: Austria eindigde slechts als 4e met een zeer mager doelsaldo van +8 in de competitie. Bovendien gruwden de toeschouwers van het extreem defensieve systeem, met alleen Roman Kienast in de aanval. Op 21 mei 2012 werd Vastic ontslagen. Op 30 mei 2012 werd oud-speler en oud-manager Peter Stöger voor 2 seizoenen vastgelegd, tot en met medio 2014. Als speler werd Stöger 3 maal op rij kampioen met Austria tussen half 1988 en half 1994 (1990/91, 1991/92, 1992/93). Stöger mocht de diepgevallen topclub overeind trekken, waar ooit toppers als Sindelar, Prohaska, Schachner, Steinkogler, Drabits en Polster het publiek in vervoering brachten. Stöger zorgde voor nieuwe positievere impulsen en meer glans op sportief gebied, dan in de laatste 19 seizoenen sinds 1993-1994, waarin Austria Wien1 slechts 2 maal kampioen werd. Stöger veranderde het vrij defensieve spelsysteem in een offensief 4-3-3, en werd met zijn spelers voor het eerst sinds 7 seizoenen weer eens kampioen, met een recordaantal van 82 punten en een doelsaldo van +53; Salzburg finishte in de nek-aan-nek-race als 2de met 77 punten en een doelsaldo van +52. De bekerfinale werd door Austria Wien thuis verrassend met 0-1 verloren van FC Pasching, een club spelend in de Regionalliga (Mitte), het 3de niveau in het Oostenrijkse (betaalde) voetbal. Philipp Hosiner werd topscorer in de Oostenrijkse Bundesliga met 32 goals.
Sinds eind mei 2013 trok onder andere 1.FC Köln aan Stöger. Het Austria-bestuur bood Stöger een sterk verbeterd 3-jarig contract aan na de vergadering op 3 juni 2013. Dit mocht evenwel niet baten. Op 12 juni 2013 was Stöger's vertrek niet meer te vermijden. 17 Juni 2013 werd de nieuwe trainer voorgesteld: de Kroaat Nenad Bjelica. Na 5 competitieduels op rij zonder zege (3 gelijke spelen en 2 ruime uit-nederlagen), werd hij op 16 februari 2014 ontslagen, en opgevolgd door interim-trainer Herbert Gager, die daarvoor het 2de team trainde. Austria Wien kwam iets terug in de 2de competitiehelft, maar verloor het laatste duel thuis met 1-2 van Sturm Graz en greep net naast de 3de plaats. Austria Wien eindigde als 4de in 2013/2014, waardoor Austria in 2014/2015 niet deelnam aan een Europacuptoernooi. Het contract van interim-trainer van het eerste team Herbert Gager, werd niet verlengd. Op 27 mei 2014 is een oud-speler uit de periode 1987-1989, Gerald Baumgartner, voor de seizoenen 2014/2015 en 2015/2016 gecontracteerd als hoofdtrainer. Op 22 april 2014 werd bekend, dat het naar de Duitse Bundesliga gepromoveerde 1.FC Köln nog een bonus van 750.000 euro aan Austria Wien zou betalen, voor de overgang van Austria's trainer in het seizoen 2012/2013, Peter Stöger, naar 1.FC Köln in juni 2013.

### Prestaties Austria Wien 1973-2022
In de 50 seizoenen 1973/1974-2022/2023 werden in alle duels (= competitie + beker + Europa Cup + oefenduels) successievelijk de volgende doelsaldi per seizoen behaald:
- 1973/1974-1978/1979: +208,+ 76,+202,+112,+141,+195;
- 1979/1980-1988/1989: +154,+139,+117,+172,+246,+257,+200,+150,+109,+133;
- 1989/1990-1998/1999: +121,+138,+128,+181,+117,+ 61,+ 62,+ 73,+ 70,+ 4;
- 1999/2000-2008/2009: +125,+111,+ 74,+101,+ 56,+ 88,+ 68,+ 80,+ 75,+ 40;
- 2009/2010-2018/2019: + 87,+101,+ 95,+157,+ 87,+ 98,+ 52,+100,+ 51,+ 71;
- 2019/2020-2022/2023: + 85,+ 41,+ 39,+  7.

Gemiddelde 1973/1974-2022/2023 per seizoen: +5455/50=+109.
In de 50 seizoenen 1973/1974-2022/2023 werden in de officiële duels (competitie + beker + Europa Cup) achtereenvolgens de volgende doelsaldi per seizoen behaald:
- 1973/1974-1978/1979: + 38,+  7,+ 47,+ 51,+ 46,+ 46;
- 1979/1980-1988/1989: + 53,+ 29,+ 34,+ 57,+107,+ 96,+ 86,+ 58,+ 43,+ 44;
- 1989/1990-1998/1999: + 34,+ 34,+ 51,+ 52,+ 36,+ 31,+ 16,- 12,- 15,-  3;
- 1999/2000-2008/2009: +  9,+  8,+ 22,+ 38,+ 32,+ 59,+ 28,-  6,+ 14,+ 29;
- 2009/2010-2018/2019: + 26,+ 36,+ 19,+ 60,+ 13,+ 14,+ 26,+ 34,-  8,+  4;
- 2019/2020-2022/2023: +  5,+ 18,+  4,-  5.

Gemiddelde 1973/1974-2022/2023 per seizoen: +1545/50=+ 31.

## Erelijst
| Internationaal                            |     | |
| Mitropacup                                | 2x  | 1933, 1936 |
| Jeunesse et des Etudiants de Jeux Sportif | 1x  | 1959 |
| Nationaal                                 |     | |
| Nationalliga/Bundesliga                   | 24x | 1924, 1926, 1948/49, 1949/50, 1952/53, 1960/61, 1961/62, 1962/63, 1968/69, 1969/70, 1975/76, 1977/78, 1978/79, 1979/80, 1980/81, 1983/84, 1984/85, 1985/86, 1990/91, 1991/92, 1992/93, 2002/03, 2005/06, 2012/13             |
| ÖFB-Cup                                   | 27x | 1921, 1924, 1925, 1926, 1933, 1935, 1936, 1947/48, 1948/49, 1959/60, 1961/62, 1962/63, 1966/67, 1970/71, 1973/74, 1976/77, 1979/80, 1981/82, 1985/86, 1989/90, 1991/92, 1993/94, 2002/03, 2004/05, 2005/06, 2006/07, 2008/09 |
| ÖFB-Supercup                              | 6x  | 1990, 1991, 1992, 1993, 2003, 2004 |
| Wiener Cup                                | 2x  | 1948, 1949 |

Tienmaal won Austria Wien de "dubbel" in een seizoen. Zowel het landskampioenschap als de Oostenrijkse beker (ÖFB-Cup) werden gewonnen in de twee kalenderjaren 1924, 1926 en in de acht seizoenen 1948/49, 1961/62, 1962/63, 1979/80, 1985/86, 1991/92, 2002/03 en 2005/06. Een keer werden vier landskampioenschappen op rij gewonnen, het record tot dusver (1977/78, 1978/79, 1979/80, 1980/81); driemaal werden drie landskampioenschappen op rij gewonnen (eerste keer: 1960/61, 1961/62, 1962/63; tweede keer: 1983/84, 1984/85, 1985/86; derde keer: 1990/91, 1991/92, 1992/93).

## Naamsveranderingen
- 1911: Opgericht als Wiener Cricketer
- 1911: SV Amateure Wien
- 1926: FK Austria Wien
- 1938: SC Ostmark Wien
- 1938: FK Austria Wien
- 1969: fusie met Wiener AC → Austria/WAC Wien
- 1977: FK Austria Wien

## Overzichtslijsten

### Eindklasseringen vanaf 1950
- 1950 1e
Bundesliga
- 1951 3e
Bundesliga
- 1952 2e
Bundesliga
- 1953 1e
Bundesliga
- 1954 2e
Bundesliga
- 1955 5e
Bundesliga
- 1956 4e
Bundesliga
- 1957 3e
Bundesliga
- 1958 8e
Bundesliga
- 1959 4e
Bundesliga
- 1960 5e
Bundesliga
- 1961 1e
Bundesliga
- 1962 1e
Bundesliga
- 1963 1e
Bundesliga
- 1964 2e
Bundesliga
- 1965 7e
Bundesliga
- 1966 3e
Bundesliga
- 1967 3e
Bundesliga
- 1968 3e
Bundesliga
- 1969 1e
Bundesliga
- 1970 1e
Bundesliga
- 1971 10e
Bundesliga
- 1972 2e
Bundesliga
- 1973 10e
Bundesliga
- 1974 4e
Bundesliga
- 1975 4e
Bundesliga
- 1976 1e
Bundesliga
- 1977 3e
Bundesliga
- 1978 1e
Bundesliga
- 1979 1e
Bundesliga
- 1980 1e
Bundesliga
- 1981 1e
Bundesliga
- 1982 2e
Bundesliga
- 1983 2e
Bundesliga
- 1984 1e
Bundesliga
- 1985 1e
Bundesliga
- 1986 1e
Bundesliga
- 1987 2e
Bundesliga
- 1988 2e
Bundesliga
- 1989 3e
Bundesliga
- 1990 2e
Bundesliga
- 1991 1e
Bundesliga
- 1992 1e
Bundesliga
- 1993 1e
Bundesliga
- 1994 2e
Bundesliga
- 1995 4e
Bundesliga
- 1996 5e
Bundesliga
- 1997 6e
Bundesliga
- 1998 7e
Bundesliga
- 1999 7e
Bundesliga
- 2000 4e
Bundesliga
- 2001 5e
Bundesliga
- 2002 4e
Bundesliga
- 2003 1e
Bundesliga
- 2004 2e
Bundesliga
- 2005 3e
Bundesliga
- 2006 1e
Bundesliga
- 2007 6e
Bundesliga
- 2008 3e
Bundesliga
- 2009 3e
Bundesliga
- 2010 2e
Bundesliga
- 2011 3e
Bundesliga
- 2012 4e
Bundesliga
- 2013 1e
Bundesliga
- 2014 4e
Bundesliga
- 2015 7e
Bundesliga
- 2016 3e
Bundesliga
- 2017 2e
Bundesliga
- 2018 7e
Bundesliga
- 2019 4e
Bundesliga
- 2020 7e
Bundesliga
- 2021 8e
Bundesliga
- 2022 3e
Bundesliga
- 2023 5e
Bundesliga
- 2024 8e
Bundesliga
- 2025 3e
Bundesliga

- Bundesliga

### Austria Wien in Europa
FK Austria Wien speelt sinds 1933 in diverse Europese competities. Hieronder staan de competities en in welke seizoenen de club deelnam. De edities die Austria Wien heeft gewonnen zijn dik gedrukt:
- Champions League (5x)

1992/93, 1993/94, 2003/04, 2006/07, 2013/14
- Europacup I (14x)

1961/62, 1962/63, 1963/64, 1969/70, 1970/71, 1976/77, 1978/79, 1979/80, 1980/81, 1981/82, 1984/85, 1985/86, 1986/87, 1991/92
- Europa League (7x)

2009/10, 2010/11, 2011/12, 2016/17, 2017/18, 2019/20, 2022/23
- Conference League (5x)

2021/22, 2022/23, 2023/24, 2024/25, 2025/26
- Europacup II (8x)

1960/61, 1967/68, 1971/72, 1974/75, 1977/78, 1982/83, 1990/91, 1994/95
- UEFA Cup (13x)

1972/73, 1983/84, 1987/88, 1988/89, 1989/90, 1995/96, 2002/03, 2003/04, 2004/05, 2005/06, 2006/07, 2007/08, 2008/09
- Intertoto Cup (5x)

1996, 1997, 1998, 1999, 2000
- Mitropacup (10x)

1933, 1934, 1935, 1936, 1937, 1961, 1963, 1967, 1968, 1976
Bijzonderheden Europese competities:
| Bijzonderheid                 | Datum      | Tegenstander       | Uitslag | Plaats       | Naam         | Aantal |
| ----------------------------- | ---------- | ------------------ | ------- | ------------ | ------------ | ------ |
| Hoogste overwinning           | 28-09-1983 | Aris Bonnevoie     | 10-0    | Wenen        |              |        |
| Hoogste nederlaag             | 13-09-1972 | Beroe Stara Zagora | 0-7     | Stara Zagora |              |        |
| Speler met meeste wedstrijden | 19-09-1984 |                    |         |              | Robert Sara  | 62     |
| Speler met meeste doelpunten  | 05-11-1986 |                    |         |              | Toni Polster | 16     |

UEFA Club Ranking: 170 (17-01-2024)

## Bekende (oud-)spelers
De navolgende voetballers kwamen als speler van FK Austria Wien uit voor een vertegenwoordigend Europees A-elftal. Tot op heden is Anton Pfeffer degene met de meeste interlands achter zijn naam. Hij kwam als speler van FK Austria Wien in totaal 63 keer uit voor het Oostenrijkse nationale elftal.
| Naam                  | Van        | Tot        | Totaal | Nationaal elftal      |
| --------------------- | ---------- | ---------- | ------ | --------------------- |
| Franz Hansl           | 06.04.1919 | 15.01.1922 | 4      | Oostenrijk            |
| Philipp Hosiner       | 22.03.2013 | 15.10.2013 | 4      | Oostenrijk            |
| Rudolf Zöhrer         | 27.09.1936 | 05.10.1937 | 2      | Oostenrijk            |
| Didier Dheedene       | 21.08.2002 | 04.09.2004 | 9      | België                |
| Pascal Grünwald       | 06.09.2011 | 11.10.2011 | 3      | Oostenrijk            |
| Omer Damari           | 10.10.2014 | 13.10.2014 | 2      | Israël                |
| Eduard Krieger        | 08.04.1970 | 04.09.1974 | 15     | Oostenrijk            |
| Josef Stroh           | 06.10.1935 | 31.10.1948 | 17     | Oostenrijk            |
| Josef Stroh           | 09.06.1938 | 26.02.1939 | 4      | Duitsland             |
| Karl Schneider        | 13.12.1925 | 11.11.1928 | 8      | Oostenrijk            |
| Johann Schmid         | 03.11.1912 | 26.12.1917 | 6      | Oostenrijk            |
| Harald Schneider      | 01.05.1991 | 01.05.1991 | 1      | Oostenrijk            |
| Walter Schleger       | 23.09.1951 | 16.09.1962 | 23     | Oostenrijk            |
| Hans Buzek            | 24.03.1965 | 18.09.1966 | 9      | Oostenrijk            |
| Hans Pirkner          | 02.04.1975 | 18.06.1978 | 12     | Oostenrijk            |
| Erich Strobl          | 08.04.1962 | 08.04.1962 | 1      | Oostenrijk            |
| Florian Klein         | 19.05.2010 | 01.06.2012 | 11     | Oostenrijk            |
| Franz Schiemer        | 13.10.2007 | 06.06.2009 | 7      | Oostenrijk            |
| Julian Baumgartlinger | 09.09.2009 | 07.06.2011 | 13     | Oostenrijk            |
| Aleksandar Dragović   | 06.06.2009 | 19.05.2010 | 9      | Oostenrijk            |
| Karl Kowanz           | 17.06.1951 | 25.03.1953 | 3      | Oostenrijk            |
| Rubin Okotie          | 19.11.2008 | 06.06.2009 | 4      | Oostenrijk            |
| Rudolf Pichler        | 16.10.1955 | 16.10.1955 | 1      | Oostenrijk            |
| Andreas Lasnik        | 08.10.2005 | 08.10.2005 | 1      | Oostenrijk            |
| Anton Pfeffer         | 06.04.1988 | 27.03.1999 | 63     | Oostenrijk            |
| Paul Scharner         | 17.04.2002 | 11.06.2003 | 9      | Oostenrijk            |
| Walter Schachner      | 30.08.1978 | 17.06.1981 | 19     | Oostenrijk            |
| Yüksel Sariyar        | 13.10.2007 | 21.11.2007 | 4      | Oostenrijk            |
| Michael Streiter      | 18.08.1999 | 04.09.1999 | 2      | Oostenrijk            |
| Robert Sara           | 20.10.1965 | 21.05.1980 | 55     | Oostenrijk            |
| Josef Sara            | 26.09.1979 | 26.09.1979 | 1      | Oostenrijk            |
| Josef Degeorgi        | 27.04.1983 | 28.02.1990 | 20     | Oostenrijk            |
| Rudolf Viertl         | 15.09.1929 | 24.01.1937 | 15     | Oostenrijk            |
| Thomas Mandl          | 20.11.2002 | 11.10.2003 | 9      | Oostenrijk            |
| Friedl Koncilia       | 02.04.1980 | 07.05.1985 | 32     | Oostenrijk            |
| Fritz Kominek         | 20.08.1945 | 26.04.1953 | 6      | Oostenrijk            |
| Libor Sionko          | 18.08.2004 | 17.06.2006 | 9      | Tsjechië              |
| Karl Graf             | 06.05.1928 | 17.07.1932 | 2      | Oostenrijk            |
| Walter Kogler         | 10.03.1993 | 29.05.1996 | 12     | Oostenrijk            |
| Helmut Köglberger     | 22.09.1968 | 13.11.1974 | 16     | Oostenrijk            |
| Matthias Sindelar     | 28.09.1926 | 19.09.1937 | 43     | Oostenrijk            |
| Karl Daxbacher        | 30.04.1972 | 23.06.1976 | 6      | Oostenrijk            |
| Rudolf Sabetzer       | 15.04.1956 | 15.04.1956 | 1      | Oostenrijk            |
| Friedrich Köck        | 07.11.1920 | 24.09.1922 | 5      | Oostenrijk            |
| Karl Stotz            | 23.03.1952 | 16.09.1962 | 41     | Oostenrijk            |
| Zoran Pavlovič        | 15.08.2001 | 17.04.2002 | 9      | Slovenië              |
| Sigurd Rushfeldt      | 01.09.2001 | 12.10.2005 | 25     | Noorwegen             |
| Ivica Vastić          | 09.10.2004 | 30.03.2005 | 5      | Oostenrijk            |
| Leopold Mikolasch     | 06.12.1945 | 03.10.1948 | 8      | Oostenrijk            |
| Peter Vargo           | 25.09.1963 | 13.10.1963 | 2      | Oostenrijk            |
| Mirza Varešanović     | 16.08.2000 | 22.07.2001 | 7      | Bosnië en Herzegovina |
| Ernst Stojaspal       | 01.12.1946 | 03.07.1954 | 32     | Oostenrijk            |
| Július Šimon          | 24.08.1997 | 11.10.1997 | 4      | Slowakije             |
| Thomas Parits         | 24.04.1966 | 29.04.1970 | 15     | Oostenrijk            |
| Markus Kiesenebner    | 04.09.2004 | 07.02.2007 | 10     | Oostenrijk            |
| Saša Papac            | 18.08.2004 | 16.08.2006 | 10     | Bosnië en Herzegovina |
| András Keresztúri     | 09.03.1994 | 01.06.1994 | 5      | Hongarije             |
| Karl Geyer            | 26.03.1921 | 06.05.1928 | 17     | Oostenrijk            |
| Jürgen Panis          | 21.08.2002 | 07.09.2002 | 2      | Oostenrijk            |
| Johann Geyer          | 25.11.1962 | 26.05.1971 | 9      | Oostenrijk            |
| Ronald Gërçaliu       | 28.03.2007 | 08.06.2008 | 8      | Oostenrijk            |
| Peter Stöger          | 03.08.1988 | 10.03.1999 | 34     | Oostenrijk            |
| Franz Riegler         | 27.09.1936 | 24.01.1937 | 2      | Oostenrijk            |
| Štěpán Vachoušek      | 18.08.2004 | 01.03.2006 | 8      | Tsjechië              |
| Felix Gasselich       | 15.11.1978 | 08.06.1983 | 15     | Oostenrijk            |
| Özcan Arkoç           | 19.04.1965 | 19.04.1965 | 1      | Turkije               |
| Heinz Binder          | 27.09.1964 | 02.10.1966 | 9      | Oostenrijk            |
| Johann Löser          | 24.06.1962 | 24.06.1962 | 1      | Oostenrijk            |
| Viktor Löwenfeld      | 04.10.1914 | 02.06.1918 | 2      | Oostenrijk            |
| Karl Gall             | 12.04.1931 | 22.03.1936 | 11     | Oostenrijk            |
| Max Reiterer          | 09.11.1924 | 09.11.1924 | 1      | Oostenrijk            |
| Alfred Gager          | 28.10.1962 | 09.06.1963 | 6      | Oostenrijk            |
| Manuel Ortlechner     | 12.08.2009 | 15.10.2013 | 6      | Oostenrijk            |
| Emil Regnard          | 20.03.1927 | 20.03.1927 | 1      | Oostenrijk            |
| Krzysztof Ratajczyk   | 12.10.2002 | 06.09.2003 | 4      | Polen                 |
| Vanče Šikov           | 08.09.2014 | 12.10.2014 | 3      | Macedonië             |
| Zlatko Junuzović      | 19.05.2010 | 11.10.2011 | 12     | Oostenrijk            |
| Franz Wohlfahrt       | 18.08.1987 | 14.11.2001 | 43     | Oostenrijk            |
| Sebastian Mila        | 09.02.2005 | 16.08.2006 | 13     | Polen                 |
| Ewald Türmer          | 17.04.1985 | 10.09.1986 | 7      | Oostenrijk            |
| Arkadiusz Radomski    | 17.08.2005 | 26.03.2008 | 18     | Polen                 |
| Roland Linz           | 27.03.2002 | 17.11.2010 | 14     | Oostenrijk            |
| Otto Fuchs            | 26.09.1920 | 26.03.1921 | 3      | Oostenrijk            |
| Rafał Siadaczka       | 03.02.1999 | 09.10.1999 | 11     | Polen                 |
| Rashid Rakhimov       | 08.03.1995 | 08.03.1995 | 1      | Rusland               |
| Chavdar Tsvetkov      | 23.09.1981 | 11.11.1981 | 2      | Bulgarije             |
| Andreas Ogris         | 15.10.1986 | 02.04.1997 | 55     | Oostenrijk            |
| Ernst Ocwirk          | 09.11.1947 | 05.01.1962 | 60     | Oostenrijk            |
| Robertas Fridrikas    | 25.03.1992 | 02.06.1993 | 8      | Litouwen              |
| Erich Obermayer       | 02.04.1975 | 27.03.1985 | 50     | Oostenrijk            |
| Gerhard Steinkogler   | 08.06.1983 | 14.11.1984 | 2      | Oostenrijk            |
| Robert Frind          | 29.04.1987 | 05.02.1988 | 5      | Oostenrijk            |
| Karl Fröhlich         | 18.09.1966 | 16.06.1968 | 8      | Oostenrijk            |
| Tibor Nyilasi         | 07.09.1983 | 16.10.1985 | 12     | Hongarije             |
| Marko Topić           | 16.08.2000 | 28.03.2001 | 6      | Bosnië en Herzegovina |
| Gernot Fraydl         | 10.09.1961 | 25.04.1965 | 19     | Oostenrijk            |
| Siegfried Joksch      | 06.12.1945 | 19.03.1950 | 22     | Oostenrijk            |
| Johann Frank          | 04.10.1967 | 04.10.1967 | 1      | Oostenrijk            |
| Gustav Wieser         | 06.05.1923 | 30.05.1926 | 18     | Oostenrijk            |
| Mario Tokić           | 07.09.2005 | 07.06.2006 | 10     | Kroatië               |
| Walter Joachim        | 04.11.1917 | 06.04.1919 | 4      | Oostenrijk            |
| Camillo Jerusalem     | 17.05.1936 | 06.12.1945 | 12     | Oostenrijk            |
| Ernst Baumeister      | 20.05.1978 | 29.04.1987 | 31     | Oostenrijk            |
| Hubert Baumgartner    | 15.02.1978 | 15.02.1978 | 1      | Oostenrijk            |
| Thomas Flögel         | 14.04.1992 | 11.10.2003 | 22     | Oostenrijk            |
| Oskar Fischer         | 30.09.1956 | 30.09.1956 | 1      | Oostenrijk            |
| Heinrich Lebensaft    | 28.09.1926 | 25.09.1927 | 5      | Oostenrijk            |
| Hans Tandler          | 13.01.1924 | 21.09.1930 | 18     | Oostenrijk            |
| Joachim Standfest     | 07.02.2007 | 19.11.2008 | 18     | Oostenrijk            |
| Leopold Neumer        | 10.10.1937 | 14.04.1946 | 4      | Oostenrijk            |
| Leopold Neumer        | 09.06.1938 | 09.06.1938 | 1      | Duitsland             |
| Ernst Melchior        | 27.10.1946 | 29.11.1953 | 34     | Oostenrijk            |
| Jacek Bąk             | 22.08.2007 | 12.06.2008 | 10     | Polen                 |
| Roman Wallner         | 16.08.2006 | 06.09.2006 | 3      | Oostenrijk            |
| Ernst Fiala           | 04.04.1962 | 01.05.1968 | 15     | Oostenrijk            |
| Vladimír Janočko      | 15.08.2001 | 12.11.2005 | 23     | Slowakije             |
| Christian Prosenik    | 01.05.1991 | 11.06.1995 | 19     | Oostenrijk            |
| Karl Sesta            | 24.03.1935 | 24.10.1937 | 19     | Oostenrijk            |
| Karl Sesta            | 15.06.1941 | 01.02.1942 | 3      | Duitsland             |
| Horst Nemec           | 23.09.1959 | 05.09.1965 | 29     | Oostenrijk            |
| Tomasz Iwan           | 13.02.2002 | 17.04.2002 | 3      | Polen                 |
| Trifon Ivanov         | 20.08.1997 | 11.10.1997 | 3      | Bulgarije             |
| Valdas Ivanauskas     | 14.04.1992 | 24.02.1993 | 5      | Litouwen              |
| Vitālijs Astafjevs    | 07.07.1996 | 25.06.1997 | 10     | Letland               |
| Lukas Aurednik        | 31.10.1948 | 13.12.1950 | 14     | Oostenrijk            |
| Wilhelm Meisl         | 02.05.1920 | 02.05.1920 | 1      | Oostenrijk            |
| Herbert Prohaska      | 13.11.1974 | 14.06.1989 | 62     | Oostenrijk            |
| Ludwig Hussak         | 07.05.1911 | 05.07.1912 | 6      | Oostenrijk            |
| Franz Swoboda         | 16.10.1955 | 10.12.1960 | 23     | Oostenrijk            |
| Ferdinand Swatosch    | 26.03.1921 | 20.01.1924 | 12     | Oostenrijk            |
| Dolfi Huber           | 22.05.1949 | 25.03.1953 | 13     | Oostenrijk            |
| Josef Spale           | 14.04.1946 | 27.10.1946 | 4      | Oostenrijk            |
| Walter Hörmann        | 18.08.1987 | 25.03.1992 | 5      | Oostenrijk            |
| Walter Nausch         | 27.10.1929 | 24.10.1937 | 39     | Oostenrijk            |
| Arminas Narbekovas    | 14.04.1992 | 29.03.1995 | 6      | Litouwen              |
| Michael Wagner        | 21.08.2002 | 11.10.2003 | 10     | Oostenrijk            |
| Johannes Ertl         | 06.10.2006 | 17.10.2007 | 5      | Oostenrijk            |
| Otto Hofbauer         | 01.05.1955 | 19.05.1955 | 2      | Oostenrijk            |
| David Lafata          | 07.02.2007 | 07.02.2007 | 1      | Tsjechië              |
| Manfred Zsak          | 05.02.1988 | 13.05.1993 | 42     | Oostenrijk            |
| Horst Hirnschrodt     | 08.04.1962 | 30.10.1966 | 19     | Oostenrijk            |
| Walter Hiesel         | 18.09.1966 | 18.09.1966 | 1      | Oostenrijk            |
| Viktor Hierländer     | 13.12.1925 | 19.09.1926 | 4      | Oostenrijk            |
| Günther Pospischil    | 29.08.1979 | 04.06.1980 | 5      | Oostenrijk            |
| Karl Andritz          | 27.09.1936 | 10.10.1937 | 3      | Oostenrijk            |
| Martin Hiden          | 01.09.2000 | 20.08.2003 | 16     | Oostenrijk            |
| Josef Hickersberger   | 01.05.1968 | 10.06.1972 | 15     | Oostenrijk            |
| Ernst Aigner          | 04.10.1989 | 31.10.1990 | 10     | Oostenrijk            |
| Christian Mayrleb     | 19.08.1998 | 17.04.2002 | 21     | Oostenrijk            |
| Wilhelm Morocutti     | 15.01.1922 | 06.05.1928 | 17     | Oostenrijk            |
| Alfred Drabits        | 12.09.1984 | 18.08.1987 | 7      | Oostenrijk            |
| Ernst Dospel          | 29.03.2000 | 17.08.2005 | 19     | Oostenrijk            |
| Thorstein Helstad     | 26.01.2003 | 27.05.2004 | 6      | Noorwegen             |
| Paul Schweda          | 22.06.1952 | 25.03.1953 | 3      | Oostenrijk            |
| Karl Adamek           | 17.07.1932 | 19.09.1937 | 8      | Oostenrijk            |
| Xandl Popovich        | 10.09.1911 | 06.04.1919 | 32     | Oostenrijk            |
| Josef Molzer          | 17.07.1932 | 02.10.1932 | 2      | Oostenrijk            |
| Raymond Kvisvik       | 28.01.2003 | 28.01.2003 | 1      | Noorwegen             |
| Johann Dihanich       | 08.10.1980 | 26.09.1984 | 10     | Oostenrijk            |
| Alfons Dirnberger     | 20.10.1965 | 30.10.1966 | 3      | Oostenrijk            |
| Karl Kurz             | 09.11.1919 | 11.11.1928 | 15     | Oostenrijk            |
| Milenko Ačimovič      | 24.03.2007 | 28.03.2007 | 2      | Slovenië              |
| Albert Heikenwälder   | 21.01.1923 | 21.01.1923 | 1      | Oostenrijk            |
| Nastja Čeh            | 17.08.2005 | 07.10.2006 | 9      | Slovenië              |
| Joey Didulica         | 28.04.2004 | 23.05.2006 | 4      | Kroatië               |
| Ralph Hasenhüttl      | 21.08.1990 | 02.09.1992 | 5      | Oostenrijk            |
| Hans Mock             | 15.09.1929 | 10.10.1937 | 12     | Oostenrijk            |
| Hans Mock             | 04.06.1938 | 01.02.1942 | 5      | Duitsland             |
| Toni Polster          | 17.11.1982 | 29.04.1987 | 17     | Oostenrijk            |
| Sanel Kuljić          | 22.08.2007 | 21.11.2007 | 7      | Oostenrijk            |
| Mons Ivar Mjelde      | 22.07.1995 | 22.07.1995 | 1      | Noorwegen             |
| Franz Riegler         | 07.12.1941 | 18.01.1942 | 2      | Duitsland             |
| Markus Suttner        | 29.02.2012 | 03.06.2014 | 13     | Oostenrijk            |
| Heinz Lindner         | 01.06.2012 | 30.05.2014 | 7      | Oostenrijk            |
| Ola Kamara            | 03.09.2014 | 03.09.2014 | 1      | Noorwegen             |

## (Oud-)trainers sinds 1945
- xx/09/1945-xx/xx/1955 Heinrich Müller
- xx/xx/1955-xx/xx/1955 Walter Nausch
- xx/xx/1956-xx/xx/1957 Leopold Vogl
- 01/08/1957-xx/xx/1958 Karl Adamek
- xx/xx/1958-xx/xx/1959 Josef Smistik
- xx/xx/1959-xx/xx/1960 Walter Probst
- xx/xx/1960-xx/xx/1963 Karl Schlechta
- xx/xx/1963-xx/10/1964 Eduard Fruhwirth
- xx/10/1964-xx/12/1964 Leopold Vogel
- xx/12/1964-xx/xx/1965 Heinrich Müller
- xx/xx/1965-xx/xx/1971 Ernst Ocwirk
- xx/xx/1971-xx/xx/1972 Heinrich Müller
- xx/xx/1972-xx/03/1973 Karl Stotz
- xx/xx/1973-xx/xx/1973 Bela Guttman
- xx/xx/1973-xx/xx/1974 Josef Pecanka
- xx/xx/1974-xx/xx/1975 Robert Dienst
- xx/xx/1975-xx/xx/1975 Johan Loser
- xx/xx/1976-xx/xx/1977 Karl Stotz
- xx/xx/1977-30/06/1979 Hermann Stessl
- 01/07/1979-xx/04/1982 Erich Hof
- xx/04/1982-30/06/1984 Vaclav Halama
- 01/07/1984-30/06/1985 Thomas Parits
- 01/07-1985-30/06/1986 Hermann Stessl
- 01/07/1986-30/06/1987 Thomas Parits
- 01/07/1987-xx/xx/1987 Karl Stotz
- xx/xx/1987-30/06/1988 Ferdinand Janotka
- 01/07/1988-16/11/1988 August Starek
- 17/11/1988-31/12/1988 Robert Sara
- 01/01/1989-28/03/1990 Erich Hof
- 28/03/1990-09/06/1992 Herbert Prohaska
- 09/06/1992-30/06/1993 Hermann Stessl
- 01/07/1993-30/06/1994 Josef Hickersberger
- 01/07/1994-30/06/1995 Egon Coordes
- 01/07/1995-xx/06/1996 Horst Hrubesch
- xx/06/1996-25/04/1997 Walter Skocik
- 26/04/1997-09/04/1998 Wolfgang Frank
- 09/04/1998-17/05/1998 Robert Sara
- 17/05/1998-02/04/1999 Zdenko Verdenik
- 02/04/1999-30/05/1999 Friedrich Koncilia
- 30/05/1999-03/05/2000 Herbert Prohaska
- 04/05/2000-31/05/2000 Ernst Baumeister
- 01/06/2000-12/03/2001 Heinz Hochhauser
- 12/03/2001-12/08/2001 Arie Haan
- 12/08/2001-21/12/2001 Anton Pfeffer en Walter Hormann
- 22/12/2001-xx/05/2002 Dietmar Constantini
- 02/06/2002-04/10/2002 Walter Schachner
- 04/10/2002-02/06/2003 Christoph Daum
- 04/06/2003-24/03/2004 Joachim Low
- 30/03/2004-06/05/2005 Lars Sondergaard
- 06/05/2005-22/10/2006 Frenk Schinkels
- 23/10/2006-19/03/2008 Georg Zellhofer
- 20/03/2008-26/04/2008 Dietmar Constantini
- 21/05/2008-21/12/2011 Karl Daxbacher
- 09/01/2012-21/05/2012 Ivica Vastić
- 30/05/2012-12/06/2013 Peter Stöger
- 17/06/2013-16/02/2014 Nenad Bjelica
- 16/02/2014-12/05/2014 Herbert Gager
- 27/05/2014-22/03/2015 Gerald Baumgartner
- 22/03/2015-30/06/2015 Andreas Ogris
- 01/07/2015-25/02/2018 Thorsten Fink
- 27/02/2018-11/03/2019 Thomas Letsch
- 11/03/2019-30/06/2019 Robert Ibertsberger
- 01/07/2019-17/07/2020 Christian Ilzer
- 31/07/2020-05/06/2021 Peter Stöger
- 05/06/2021-xx/xx/20xx Manfred Schmid

66 Trainers passeerden bij Austria Wien de revue in 75¾ jaar (09/1945-06/2021); gemiddeld hield een trainer het er dus slechts 1,15 jaar onafgebroken uit (bijna 14 maanden; 1 jaar en 2 maanden). Slechts 8 trainers waren per contractperiode 2 jaar of langer achtereen werkzaam, tot dusver:
1. xx/09/1945-xx/xx/1955 Heinrich Müller, circa 10 jaar, in de 1e periode van zijn 3 perioden
2. xx/xx/1965-xx/xx/1971 Ernst Ocwirk, 6 seizoenen (1965/1966-1970/1971)
3. 21/05/2008-21/12/2011 Karl Daxbacher, circa 3,6 jaar (3 jaar en 7 maanden precies)
4. xx/xx/1960-xx/xx/1963 Karl Schlechtal, circa 3 jaar (3x kampioen: 1960/1961, 1961/1962, 1962/1963)
5. 01/07/1979-xx/04/1982 Erich Hof, circa 2,75 jaar (circa 2 jaar en 9 maanden), in de 1e periode van zijn 2 perioden; 1979/1980 dubbel, 1980/1981 kampioen
6. xx/04/1982-30/06/1984 Vaclav Halama, circa 2,25 jaar (circa 2 jaar en 3 maanden); 1x kampioen (1983/1984)
7. 28/03/1990-09/06/1992 Herbert Prohaska, precies 2,2 jaar (circa 2 jaar en 2½ maand), in de 1e periode van zijn 2 perioden (2x kampioen: 1990/1991, 1991/1992)
8. xx/xx/1977-30/06/1979 Hermann Stessl, circa 2 jaar (seizoenen 1977/1978 en 1978/1979), in de 1e van zijn 3 perioden; 2 x kampioen: 1977/1978, 1978/1979, finale EuropaCup 2 1977/1978, halve finale EuropaCup 1 1978/1979

Met name in de periode 09/06/1992-24/03/2004 versleet Austria Wien trainers als goedkope ballen: in 11,8 jaar waren er 19 trainers, dat is slechts 5/8 jaar (0,62 jaar) oftewel 7½ maand gemiddeld per trainer. Hoewel Georg Zellhofer en vooral Karl Daxbacher het langer volhielden, respectievelijk circa 1,4 en 3,6 jaar, haalden ook zij het einde van hun contract niet. Mogelijk waren de vele trainerswisselingen een factor die mede debet was aan de zwakke sportieve resultaten van Austria Wien sinds 1994.

## Enkele assistent-trainers, keeperstrainers en bestuursleden sinds 1977
- Lothar Kloimstein, voorzitter xx/xx/1977-xx/xx/1980
- Thomas Parits; cotrainer xx/xx/1983-xx/xx/1984, General Manager (20/10/2006-30/06/2008), AG Vorstand Sport (01/07/2008→30/06/2014)
- Alfred Riedl; cotrainer xx/xx/1987-xx/xx/1988
- Robert Sara; cotrainer xx/xx/1988-xx/xx/1992, xx/06/1996-xx/xx/1999; cotrainer Austria Wien II xx/06/2008-
- Herbert Prohaska; sportdirecteur xx/xx/1989-xx/xx/1990
- Erich Obermayer; cotrainer xx/xx/1990-xx/xx/1992, xx/xx/1999-xx/xx/2000
- Friedrich Koncilia; keeperstrainer xx/xx/1993-xx/xx/1995, sportdirecteur xx/05/1998-xx/xx/2000
- Markus Kraetschmer; manager 01/11/1997-30/06/2008, AG Vorstand financiën 01/07/2008-30/06/2021
- Ernst Baumeister; trainer Amateure (Austria Wien II) xx/xx/1998-xx/03/2001, cotrainer xx/03/2001-xx/08/2001
- Walter Hormann; cotrainer xx/06/2000-xx/08/2001
- Nico de Bree; keeperstrainer xx/xx/2001-xx/xx/2001
- Johann Dihanich (Hans Dihanich); cotrainer xx/xx/1988-xx/xx/1992, trainer Amateure (Austria Wien II) xx/01/2009-xx/05/2010
- Eike Immel; keeperstrainer 05/10/2002-xx/06/2003
- Anton Polster (Toni Polster); general manager 23/10/2004-01/06/2005
- Peter Stoger; sportdirecteur 06/05/2005-22/10/2006
- Ivica Vastic; trainer Austria Wien II xx/06/2010-xx/12/2011
- Damir Ozegovic; cotrainer 09/01/2012-
- Manfred Schmid; cotrainer 09/01/2012-